# Нагольно-Тарасівська селищна рада
Наго́льно-Тара́сівська се́лищна ра́да — орган місцевого самоврядування у складі Ровеньківської міської ради Луганської області. Адміністративний центр — селище міського типу Нагольно-Тарасівка.

## Загальні відомості
- Нагольно-Тарасівська селищна рада утворена в 1938 році.
- Територія ради: 2,54 км²
- Населення ради: 2 233 особи (станом на 2001 рік)
- Територією ради протікає річка Нагольна.

## Населені пункти
Селищній раді підпорядковані населені пункти:
- смт Нагольно-Тарасівка
- с. Березівка

## Склад ради
Рада складається з 16 депутатів та голови.

### Керівний склад попередніх скликань
| ПІБ                           | Основні відомості                                                        | Дата обрання | Дата звільнення |
| ----------------------------- | ------------------------------------------------------------------------ | ------------ | --------------- |
| Васильченко Надія Анатоліївна | Селищний голова, 1956 року народження, освіта вища, позапартійна         | 26.03.2006   | 31.10.2010      |
| Васильченко Надія Анатоліївна | Селищний голова, 1956 року народження, освіта вища, член Партії регіонів | 31.10.2010   | 05.09.2013      |

Примітка: таблиця складена за даними джерела

### Депутати
За результатами місцевих виборів 2010 року депутатами ради стали:

#### За суб'єктами висування
| Суб'єкт висування                 | Кількість обраних депутатів | %    |
| --------------------------------- | --------------------------- | ---- |
| Партія регіонів                   | 8                           | 50   |
| Самовисування                     | 5                           | 31,3 |
| Комуністична партія України       | 2                           | 12,5 |
| Політична партія «Сильна Україна» | 1                           | 6,3  |

#### За округами
| № округу                          | Прізвище, ім'я, по батькові   | Дата визнання обраним | Освіта         | Партійна приналежність                  | Відомості про обраного депутата                                           |
| --------------------------------- | ----------------------------- | --------------------- | -------------- | --------------------------------------- | ------------------------------------------------------------------------- |
| Комуністична партія України       |                               |                       |                |                                         |                                                                           |
| 3                                 | Бутенко Олексій Петрович      | 01.11.2010            | Освіта середня | член Комуністичної партії України       | пенсіонер                                                                 |
| 13                                | Мисливченко Микола Вікторович | 01.11.2010            | Освіта середня | член Комуністичної партії України       | ДП «Шахта ім. Дзержинського», машиніст електровоза                        |
| Партія регіонів                   |                               |                       |                |                                         |                                                                           |
| 1                                 | Шейкіна Світлана Олексіївна   | 01.11.2010            | Освіта середня | член Партії регіонів                    | Луганська обласна лікарня, інженер-будівельник                            |
| 2                                 | Буйновський Юрій Олексійович  | 01.11.2010            | Освіта середня | член Партії регіонів                    | приватний підприємець                                                     |
| 5                                 | Юрзанова Анна Олександрівна   | 01.11.2010            | Освіта вища    | член Партії регіонів                    | Ровеньківський міськвиконком, спеціаліст 1 категорії у справах дітей      |
| 6                                 | Чивга Інна Олександрівна      | 01.11.2010            | Освіта середня | член Партії регіонів                    | ДП «Шахта ім. Дзержинського», лампівниця                                  |
| 7                                 | Ковальова Наталія Анатоліївна | 01.11.2010            | Освіта середня | член Партії регіонів                    | Нагольно-Тарасівська селищна рада, секретар                               |
| 9                                 | Ясинська Тетяна Олександрівна | 01.11.2010            | Освіта вища    | член Партії регіонів                    | Управління праці та соціального захисту населення, спеціаліст 1 категорії |
| 12                                | Левченко Андрій Анатолійович  | 01.11.2010            | Освіта середня | член Партії регіонів                    | ДП «Шахта ім. Дзержинського», гірничий працівник                          |
| 16                                | Мисливченко Лілія Олексіївна  | 01.11.2010            | Освіта середня | член Партії регіонів                    | Територіальний центр соціального обслуговування, соціальний працівник     |
| Політична партія «Сильна Україна» |                               |                       |                |                                         |                                                                           |
| 14                                | Калашнікова Ольга Іванівна    | 01.11.2010            | Освіта середня | член Політичної партії «Сильна Україна» | пенсіонер                                                                 |
| Самовисування                     |                               |                       |                |                                         |                                                                           |
| 4                                 | Гречанов Андрій Іванович      | 01.11.2010            | Освіта середня | позапартійний                           | ДП «Шахта ім. Дзержинського», майстер підривник                           |
| 8                                 | Ільченко Євген Олексійович    | 01.11.2010            | Освіта середня | член Комуністичної партії України       | ДП «Шахта ім. Дзержинського», прохідник                                   |
| 10                                | Скочкова Надія Миколаївна     | 01.11.2010            | Освіта середня | позапартійна                            | Ровеньківський центр поштового зв'язку, оператор зв'язку                  |
| 11                                | Дацун Наталія Володимирівна   | 01.11.2010            | Освіта середня | позапартійна                            | приватний підприємець                                                     |
| 15                                | Апришко Ірина Володимирівна   | 01.11.2010            | Освіта вища    | позапартійна                            | Нагально-Тарасівський навчально-виховний комплекс, вчитель                |